# Судно (река)
Судно (Вуоки) — река в России, протекает в Карелии. Впадает в озеро Верхнее Куйто. Длина реки — 64 км, площадь водосборного бассейна — 1230 км².

## Бассейн

### Притоки
- В 17 км от устья по правому берегу реки впадает река Вуокинйоки
- В 40 км от устья по правому берегу реки впадает ручей Ночной

### Озёра
Судно протекает через озёра:
- Леви (с притоком из озера Сийко)
- Судно
- Марья-Шелека (с притоком реки Келтайоки)
- Кенас
- Лема
- Ламмасъярви

## Данные водного реестра
По данным государственного водного реестра России, относится к Баренцево-Беломорскому бассейновому округу, водохозяйственный участок реки — Кемь от истока до Юшкозерского гидроузла, включая озёра Верхнее, Среднее и Нижнее Куйто. Речной бассейн реки — бассейны рек Кольского полуострова и Карелии, впадает в Белое море.
Код объекта в государственном водном реестре — 02020000812102000002895.